# Christoph 114
Christoph 114 war der Funkrufname eines Rettungshubschraubers der DRF Luftrettung, der während der COVID-19-Pandemie in Deutschland für die Luftrettung in Ostsachsen zur Verfügung gestellt wurde und den Rettungshubschrauber Christoph 62 entlasten sollte.

## Hintergrund
Der Hubschrauber war im Luftrettungszentrum auf dem Flugplatz Bautzen stationiert. Er wurde am 23. Dezember 2020 als zusätzlicher Hubschrauber am Standort Bautzen für zunächst 90 Tage in Dienst gestellt. Christoph 114 sollte dabei aufgrund der angespannten medizinischen Situation in Folge der hohen COVID-19-Infektionszahlen in Sachsen für eine Entlastung des Dual-Use-Rettungshubschraubers Christoph 62 sorgen. Christoph 114 sollte dabei die Primäreinsätze übernehmen, damit sich der Einsatz von Christoph 62 – welcher mit einer geräumigeren Maschine des Typs H145 ausgestattet ist – sich auf Intensivtransporte (Sekundäreinsätze zur Verlegung von Patienten) fokussieren kann. Die Beauftragung erfolgte durch die Landesdirektion Sachsen. Bis zu seiner Außerdienststellung am 22. März 2021 hatte Christoph 114 insgesamt 167 Einsätze geflogen.
Am 30. November 2021 wurde Christoph 114 erneut in Dienst gestellt. Regina Kraushaar, Präsidentin der Landesdirektion Sachsen, begründete diesen Schritt mit einer erneuten notwendigen Stärkung der Luftrettung aufgrund der pandemischen Lage. Die erneute Bereitstellung von Christoph 114 geschah zunächst unbefristet. Die Finanzierung des Hubschraubers wurde von den sächsischen Krankenkassen und der gesetzliche Unfallversicherung übernommen. Zum 28. Februar 2022 wurde der Rettungshubschrauber schlussendlich wieder außer Dienst gestellt.
Die Einsatzbereitschaft von Christoph 114 bestand von Sonnenaufgang (frühestens 7 Uhr) bis Sonnenuntergang, während der regulär am Luftrettungszentrum auf dem Flugplatz Bautzen stationierte Christoph 62 rund um die Uhr in Alarmbereitschaft steht. Bei seinen Einsätzen war Christoph 114 üblicherweise mit einem Piloten der DRF Luftrettung, einem Notarzt des Städtischen Klinikums Dresden-Friedrichstadt oder des Universitätsklinikums Carl Gustav Carus und einem Notfallsanitäter der DRF Luftrettung besetzt. Die Notfallsanitäter gehörten hierbei zur Hubschrauberbesatzung (HEMS Technical Crew Member) und unterstützten den Piloten im Bereich der Kommunikation und Navigation, während der Notarzt juristisch gesehen als Passagier galt. Im Januar 2022 waren an der Bautzner Station zehn Piloten, zwölf Notärzte und sechs Notfallsanitäter im Einsatz.

## Einsatzstatistik
| Jahr     | 2020            | 2021                             | 2022            |
| -------- | --------------- | -------------------------------- | --------------- |
| Zeitraum | ab 23. Dezember | bis 22. März und ab 30. November | bis 28. Februar |
| Einsätze | 18              | 236                              | 135             |

## Sonstiges
Der Name Christoph geht auf den heiligen Christophorus zurück, den Schutzpatron der Reisenden. Nach ihm tragen alle deutschen Rettungshubschrauber den BOS-Funk-Rufnamen Christoph, gefolgt von einer Nummer bei Rettungshubschraubern und einer Bezeichnung zum Standort bei Intensivtransporthubschraubern.